# Післег
Післе́г (рос. Пислег) — присілок у складі Увинського району Удмуртії, Росія.

## Населення
Населення — 59 осіб (2010; 78 в 2002).
Національний склад станом на 2002 рік:
- удмурти — 95 %

## Урбаноніми[3]
- вулиці — Центральна